# Puodžiai
Puodžiai é uma vila no presbitério de Jakėnų, município do distrito Varėna, condado de Alytus, sudeste da Lituânia. De acordo com o censo de 2001, a vila tem uma população de 363 pessoas. No censo de 2011, a população era 322.